# Venă
Venele sunt vasele sanguine care transportă sângele dinspre capilare spre inimă. Ele au un volum de trei ori mai mare decât arterele. Majoritatea venelor transportă sânge neoxigenat, excepție facând venele pulmonare și vena ombilicală. Structura lor conține aceleași trei tunici ca și arterele, dar cu anumite adaptări.

## Anatomie

Structura venei

Datorită condițiilor hemodinamice speciale din spectrul venos, venele prezintă anumite adaptări. Acestea au pereții mai subțiri, se destind cu ușurița, iar venele situate sub nivelul cordului prezintă valvule semilunare și au musculatura mai dezvoltată.

### Microanatomie
În structura histologică a pereților venelor se disting trei tunici:
- tunica internă - endoteliu cu un strat subendotelial conjunctiv, bogat în fibre elastice;
- tunica medie - lamele elastice concentrice și celule musculare atașate rețelei elastice;
- tunica externă - țesut conjunctiv, conținând vase și nervi.

### Sistemul venos
Cele mai mari vene din corpul uman sunt venele cave. Acestea sunt două mari vase sanguine ce se varsă în atriul drept, una venind de deasupra, vena cavă superioară și cealaltă venind dedesubt, vena cavă inferioară. Vena cavă superioară aduce sângele de la cap, gât și membrele superioare la inima, iar cea inferioară sângele de la abdomen, pelvis și membrele inferioare. Vena cavă inferioară este retroperitoneală și are un traseu pe partea dreaptă a coloanei vertebrale împreună cu aorta abdominală fiind aproape paralelă cu aceasta în zona splinei.

Venele pulmonare transportă sângele oxigenat de la plămâni la inimă (în atriul stâng).

Venele cave transportă sângele neoxigenat de la organele superioare și inferioare către inimă (în atriul drept).

Sistemele venoase porte sunt o serie de vene sau venule ce leagă direct două câmpuri capilare (exemplu: sistemul venos port hepatic și sistemul venos port hipofizar).

Venele periferice sunt venele ce colectează sângele de la mâini și picioare.

## Fiziologie

### Circulația venoasă

Valvele venoase

Circulația sângelui prin vene este mult mai lentă decât în artere. În venele mari, viteza de curgere este de 10 cm/s iar în venule de 0,5 mm/s. Datorită creșterii diametrului vascular venos, viteza scurgerii sângelui prin vene crește progresiv de la venule spre venele mari. Concomitent scade presiunea intravenoasă spre venele mari la intrarea in atriul drept.
Sistemul venos al marii circulații se varsă în vena cavă superioară și vena cavă inferioară care se deschid în atriul drept.
Venele circulației mici sunt reprezentate de cele patru vene pulmonare, ce aduc sânge oxigenat de la plămâni și se deschid in atriul stâng.

#### Vena cavă superioară
Rezultă prin unirea celor două vene brahiocefalice - dreptă și stângă - formate prin confluența venelor jugulare interne, ce drenează sângele venos din cap și gât, cu venele subclaviculare, ce colectează sângele ce a irigat membrele superioare. Vena cavă superioară strânge și sângele de la torace, prin sistemul azygos. 

#### Vena cavă inferioară
Colectează sângele pereților și organelor din abdomen, bazin și membrele inferioare. Se formează prin unirea celor două vene iliace comune, rezultate din confluența venelor iliace interne, care drenează sângele venos din micul bazin, cu venele iliace externe, ce aduc sângele de la membrul inferior. În traiectul său ascendent, vena cavă inferioară primește și sângele colectat de venele genitale (ovariană sau testiculară), venele renale, venele hepatice, diafragmatice și lombare. Venele hepatice strâng sângele de la ficat, unde a fost adus de vena portă, rezultată prin unirea venelor splenică, mezenterică superioară și mezenterică inferioară, care colectează sângele venos din tubul digestiv, glandele anexe digestive și splină.

### Mecanisme care sprijină circulația venoasă
Sângele circulă prin vene spre cord datorită mai multor mecanisme, precum:
- Aspirația toracică
- Contracțiile ventriculare
- Presiunea sângelui din capilare
- Pulsațiile arterelor
- Contracția musculaturii scheletice a membrelor
- Gravitația (doar în venele situate deasupra cordului)

## Semnificație clinică

### Afecțiuni și boli

#### Insuficiență venoasă
Insuficiența venoasă este cea mai comună afecțiune a sistemului venos ce se manifestă prin apariția venelor păianjen sau varice. Există numeroase varietăți de tratament, fiind aplicate în funcție de preferințele medicului curant și particularitățile afecțiuni în funcție de pacient. Tratamentul poate include Ablația Termică Endovenoasă (ATE) (ce utilizează radiofrecvența sau laserul), venoplastia, flebectomia ambulatorie, scleroterapia cu spumă , laserul sau compresia.

#### Tromboza venoasă profundă
Tromboza venoasă profundă este o afecțiune a venelor profunde în care se formează cheaguride sânge. Aceste cheaguri se formează deobicei în venele membrelor inferioare, dar se pot forma și în venele membrelor superioare. Imobilizarea îndelungată, cancerul activ, obezitatea, traumatismele sau bolile congenitale sunt factori de risc majori.

Membrul afectat de tromboză este umflat, dureros și iritat. În cazurile severe, cheagul se poate fragmenta și deplasa, ajungând până în plămâni, unde provoacă embolismul pulmonar.

Impunerea unui tratament pentru tromboza venoasă profundă ține cont de gradul de afectare, de simptomatologia prezentă și de factorii de risc, acesta fiind ghidat spre reducerea cheagul de sânge și prevenirea formăriide noi cheaguri prin administrarea de  anticoagulante.

#### Hipertensiunea portală
Venele porte sunt localizate în  abdomen și transportă sângele la ficat. Hipertensiunea portală este asociată cirozei, prezenței unui cheag opturator (sindromul Budd Chiari), unei tumori ce comprimă vasele sau datorită leziunilor tuberculoase. Când presiunea portala este foarte ridicată, se formează o circulație colaterală ce duce la apariția venelor esofagiene varicoase. 

#### Alte afecțiuni
Tromboflebita este o afecțiune colaterală formării cheagurilor de sânge. 

### Imagistică

Înregistrare video a funcționării valvei venoase

Ultrasunetele, în special ecografia Doppler este cea mai utilizată tehnică imagistică de vizualizare a venelor.

### Vene de importanță clinică
Plexul venos Batson sau Plexul Batson însoțește coloana vertebrală și leagă venele pelviene de cele toracice. Aceste vene au notorietatea de a fi singurele vene fără valvule ceea ce se crede a fi un factor determinant în metastazele unor cancere.

Marea venă safenă este cea mai importantă venă superficială din membrul inferior. A fost descrisă pentru prima dată de către fizicianul  persan Avicenna. Aceasta are numele derivat de la cuvântul "safina", ce înseamnă "ascuns". Această venă este "ascunsă" în propriu compartiment fascial, în coapsă și iese din fascie în apropierea genunchiului. Incompetența acestei vene este cauza formării de varice la nivelul membrelor inferioare.

Venele thebesiene situate în  miocardul inimii sunt acele vene fără valvule și se varsă direct în camerele inimii. Venele coronare se varsă în sinusul coronar care, apoi, se varsă în  atriul drept.

Sinusurile venoase durale, situate în dura mater, membrana ce înconjoară creierul,  primește sângele de la creier, dar este și punctul de intrare al lichidului cerebrospinal în urma absorbției vili arahnoidiene. Sângele, eventual, poate ajunge în vena jugulară internă.

## Vezi și
- inimă
- arteră
- capilar sangvin